# Sead Mahmutefendić
Sead Mahmutefendić (Sarajevo, 29. svibnja 1949.) hrvatski i bosanskohercegovački književnik, romanopisac, pripovjedač, esejist, feljtonist, pjesnik, književni pedagog, kolumnist te književni kritičar. Živi i radi u Rijeci i Sarajevu.

## Životopis
Sead Mahmutefendić rodio se u Sarajevu, BiH, 1949. godine. U Konjicu je pohađao osnovnu školu i gimnaziju. Završio je Filološki fakultet Sveučilišta u Beogradu. Nakon što je diplomirao 1973. godine, krenuo je s pedagoškim i književničkim radom. Surađuje u brojnim časopisima, glasilima i na radijskim postajama u Hrvatskoj, Bosni i Hercegovini i Srbiji. Napisao je brojna prozna djela, romane, eseje, kolumne, zbirku poezije itd. Autor je brojnih prikaza književnih djela. Član je DHK, Društva pisaca BiH.
Bibliografija:
Cjelokupni opus: "Đavolja komedija"
- "Knjiga opsjena i privida" Školske novine, Zagreb, 1991.
- "Kelvinova nula" Nakladni zavod Matice hrvatske, Zagreb, 1993.
- "Knjiga sna i nespokoja", Libellus, Rijeka, 1993.
- "Memorandum za rekonkvistu", Meandar, Zagreb, 1995.
- "Ribe i jednooki Jack : (dijabolična komedija u obliku apsolutnog romana)", Studio grafičkih     ideja, Zagreb, 1995. ISBN 953-6092-09-3
- "Teosaurusov konj", Rival, (Separat), Rijeka, 1996.
- "Centrifugalni građani", Meandar, Zagreb, 1996.
- "Zezanje Salke Pirije", Meandar, Zagreb, 1997.
- "Začešljani vjetar", Centar za kulturu i obrazovanje, Tešanj, 1998.
- "Veliki i mali ljudožderi", Ljiljan, Sarajevo, 1999.
- "Suze Dauta Arfadžana", Bosanska riječ, Tuzla-Wuppertal, 2000.
- "Demoni", Bosanska riječ, Tuzla-Wuppertal, 2000.
- "Kao na filmu", Bosanska riječ, Tuzla-Wuppertal, 2001.
- "Onanizam smrti iliti života", Rabic, Sarajevo, 2001.
- "Koliko je to japanski", Bosanska riječ, Tuzla-Wuppertal, 2002.
- "Stranci u svome domu", Rabic, Sarajevo, 2004.
- "Oči konačne spoznaje", Rabic, Sarajevo, 2004.
- "Vjetar koji se pretvorio u mačku", Rabic, Sarajevo, 2005.
- "Okvir za neku novu stvarnost", BH Most, Sarajevo, 2005.
- "Kelvinova nula", (Izabrana djela, Knjiga 1), Sarajevo,2005.
- "Ribe i jednooki Jack", (Izabrana djela, Knjiga 2), Sarajevo, 2005.
- "Prepolovljena voda", roman, Sarajevo, 2008.
- "Prevara", izabrane novele,Sarajevo, 2011.
- "Draž i užas laži",roman, Sarajevo,2012.
- "Euklidske šetnje", književne kritike i eseji, Sarajevo, 2013.
- "Kratak kurs iz hipologije u 4 flash-back slike",(Separat), romanolet-basna,Godišnjak "Preporoda",Sarajevo, 2014.
- "Kelvin's Zero", novel,  Xlibris Corporation, USA, 2014.
- "Placebo: The Beauty and Horror of Lies", novel, Xlibris, USA, 2014.
- "Дeмoны", роман, Academia.edu, 2014.
- "Knjiga sa tri srca: miscellanea", DES, Sarajevo, 2015.
- "Čovjek koji pljuje na svoj grob", roman, 2016.
- "Knjiga za tužne ljude sa smislom za humor",izabrane priče, Sarajevo, 2016.
- "Requiem", izabrana poezija, Sarajevo, 2016.
- "Mjesto na kojem je neko pojeo cvijet", roman, Tuzla, 2016.
- "The Golden Legend and the Flowers of Sanctity", novel, USA, 2018.
- "Lo zero Kelvin", romanzo, Galatina (Lecce), Italia, 2018.
- "Placebo: Il fascino e l'orrore delle bugie", romanzo, Galetina (Lecce), Italia, 2018.
- "Requiem", Poesie, geschrieben von Sead Mahmutefendic(In meiner deutschen ...  https://soundcloud.com/elvira-kujovic/requiem-geschrieben-von-sead
- "Unatrag okrenuta skepsa", pjesme, prikazi, intervjui, Tuzla, 2018.
- "Biserino biserje", monografija, Tuzla, 2018.
- "Teasing (of) Salko Pirija", novel, xLibris, UK, 2018.
- "Fish and One-Eyed Jack",  A Diabolic Comedy in the Form of an Absolute Novel, novel, xLibris, UK, 2018.
- "Tamo gdje leptiri dolaze umirati", roman, Lijepa riječ, Tuzla, 2018.
- "Danojedi", pjesme, [neaktivna poveznica]
- "Mjesečina kao pogled na svijet", Sabrane pjesme, https://www.academia.edu/.../Sead_Mahmutefendić_MJESEČI%5Bneaktivna+poveznica%5D...
- "Krv, geni i krupne riječi", Izabrane novele, [neaktivna poveznica]
- "Refleksije", novinski prikazi književnih djela, https://www.oslobodjenje.ba/o2/kultura/knjizevnost
- "PLACEBO: DER ANREIZ UND DAS GRAUEN VON LÜGEN", https://www.academia.edu/39930703/Placebo_GER_30_  Arhivirana inačica izvorne stranice od 26. srpnja 2019. (Wayback Machine)

Djela su mu prevođena na ruski, engleski, španjolski, njemački, francuski, talijanski, nizozemski, makedonski, armenski, danski. Priredio je izabrane aforizme i basne Ismeta Salihbegovića i izabranu poeziju Sabrije Tucakovića. Tiskana su mu Izabrana djela u 2 knjige (Kelvinova nula / Ribe i jednooki Jack).2012. godine održan Naučni skup o cjelokupnom njegovom djelu.

## Nagrade
- Za romanesknu trilogiju (Suze Dauta Arfadžana / Demoni / Kao na filmu) dobio je Godišnju Nagradu Bosanske riječi – Bosnische Wort iz Tuzle-Wuppertala.[2]
- Za priču San Andreja Januareviča Nagradu Ivo Andrić lista „Oslobođenje“ iz Sarajeva.[2]
- Za priču Smrt slikara Mahmuta / Cмpттa нa cлиkapoт Maхмyт nagradu lista “Nova Makedonija” iz Skopja.[2]
- Pisac godine za 2001. godinu za romanesknu trilogiju: Suze Dauta Arfadžana/Demoni/Kao na filmu
- Nagrada Fondacije za izdavaštvo/nakladništvo FBiH (Koliko je to japanski, roman), 2002.
- Nagrada Fondacije za izdavaštvo/nakladništvo FBiH (Vjetar koji se pretvorio u mačku, roman), 2004.
- Nagrada Fondacije za izdavaštvo/nakladništvo FBiH (Okvir za neku novu stvarnost), 2005.
- Nagrada Fondacije za izdavaštvo/nakladništvo FBiH (Draž i užas laži, roman), 2011.
- Nominiran za IMPAC DUBLIN AWARD 2016. romanom Placebo: The Beauty and Horror of Lies (Placebo: Draž i užas laži)
- Autor godine 2017. Nagrada IK !"Bosanska riječ" Tuzla-Wuppertal za romane "Čovjek koji pljuje na svoj grob" i "Mjesto na kojem je neko pojeo cvijet"
- Nagrada "Skender Kulenović" za 2017. godinu za roman "Mjesto na kojem je neko pojeo cvijet"
- Nagrada Fondacije za izdavaštvo/nakladništvo FBiH (Tamo gdje leptiri dolaze umirati, roman), 2018.[Izvor?]